# Правая Амгу
Правая Амгу — река в Тернейском районе, на востоке Приморского края. Сливаясь с рекой Левая Амгу, образует собственно реку Амгу. Река Правая Амгу более протяжённая и полноводная, чем Левая, и может рассматриваться как продолжение Амгу в верхнюю часть бассейна.

## Природа
Территория водосбора реки Правая Амгу расположена на восточном макросклоне горной системы Сихотэ-Алинь, в Кема-Амгинском горном узле. Речная сеть здесь очень густая, реки полноводны, а рельеф интенсивно расчленён. Превышения вершин сопок над долинами местами превышают 1000 м, а наиболее высокие вершины вздымаются на высоту более 1500 м. Как следствие, уклоны рек велики и сильно проявлена эрозионная деятельность водотоков. Здесь многие ключи и речки текут по глубоко врезанным руслам, по ущельям и каньонам, в которых нередки пороги и водопады. На крутых склонах окрестных сопок часто встречаются скалистые гребни, останцы и курумы, а русла речек и ручьёв местами завалены огромными глыбами и валунами. Все известные водопады бассейна реки Амгу, в том числе самый большой в Приморье водопад Большой Амгинский, расположенный на притоке, реке Средняя Амгу, находятся в бассейне реки Правая Амгу.

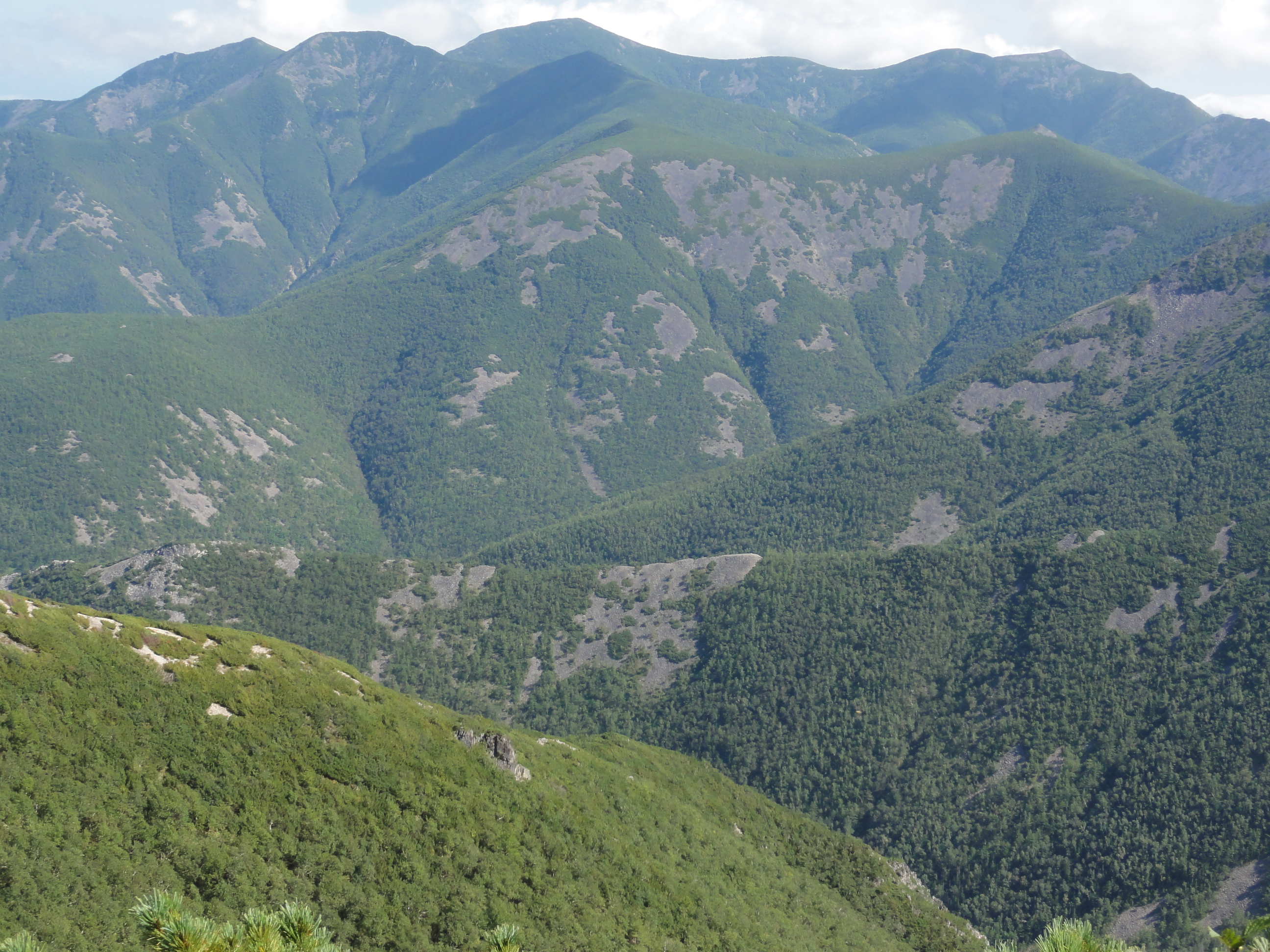
Массив горы Щербатая и верховья Правой Амгу

Вода в Амгу и её притоках всегда очень прозрачна и холодна. В глубоких речных долинах и каньонах, поросших густым хвойным и смешанным лесом, сложился особый, холодный и сырой микроклимат. Зимой здесь образуются мощные наледи, которые из-за затенённости русел и долин очень медленно таят, сохраняясь местами до середины июня.

## Туризм
Правая Амгу начинается на крутом северном склоне безымянной горы с отм. 1403,3 м, на высоте ок. 1100 м над уровнем моря. В верхнем течении представляет собой обычный горный ручей. После впадения кл. Медвежьего, долина Правой Амгу становится пологой и расширяется до 100 м. Но на пятом километре от истока она резко сужается, и русло реки сжимается стенами каньона. В каньоне расположен двухкаскадный водопад Шесть плюс шесть. Для его прохождения потребуется альпинистское снаряжение, поэтому большинством туристов каньон обходится высоко по склонам. По склонам каньона, а также по верховьям притоков (ключи Медвежий, Белкина, Владимирский, Стланиковый), стекает множество эфемерных многокаскадных водопадов. Ниже каньона и далее, после впадения кл. Белкина, река практически не имеет долины, русло сжато высокими крутыми склонами. Местами имеются следы оползней или селевых потоков. Очень часто реку, которая здесь делается полноводной и стремительной, приходится переходить вброд.
Приблизительно в 1,1 км ниже впадения ключа Белкина (на восьмом километре от истока), расположен известный и весьма живописный (хотя и не высокий) водопад Арсеньева (другие названия Восьмиметровый, Призрак). Ниже него на Правой Амгу начинает появляться долина, хотя и очень узкая. После впадения реки Средняя Амгу долина значительно расширяется, на реке появляются большие плёсы, перекатов становится больше, порогов меньше. Тем не менее, и здесь река местами течёт в глубоко врезанном скалистом русле. Ниже Средней Амгу тропа идёт по террасам левого борта долины. Ниже устья Щербатого по броду тропа переходит на правый берег, где так же идёт по террасам, немного в стороне от реки. За устьем кл. Полубабкин тропа выходит к автомобильному броду, за которым начинается уже собственно река Амгу. По лесной автодороге до трассы 05К-459 «Терней — Амгу» отсюда 5,5 км.

## Притоки (км от истока)
Расстояния подсчитаны по спутниковым снимкам Wikimapia с учётом изгибов русла реки.
- 0 км: исток
- 3,2 км: кл. Медвежий (лв)
- 6,1 км: кл. Белкин (пр)
- 8,3 км: кл. Владимировский (пр)
- 9,0 км: кл. Стланиковый (пр)
- 10,1 км: р. Средняя Амгу (лв)
- 13,4: кл. Щербатый (пр)
- 15,4 км: кл. Полубабкин (пр)
- 16,3 км: устье (исток реки Амгу)